# Áo cassock

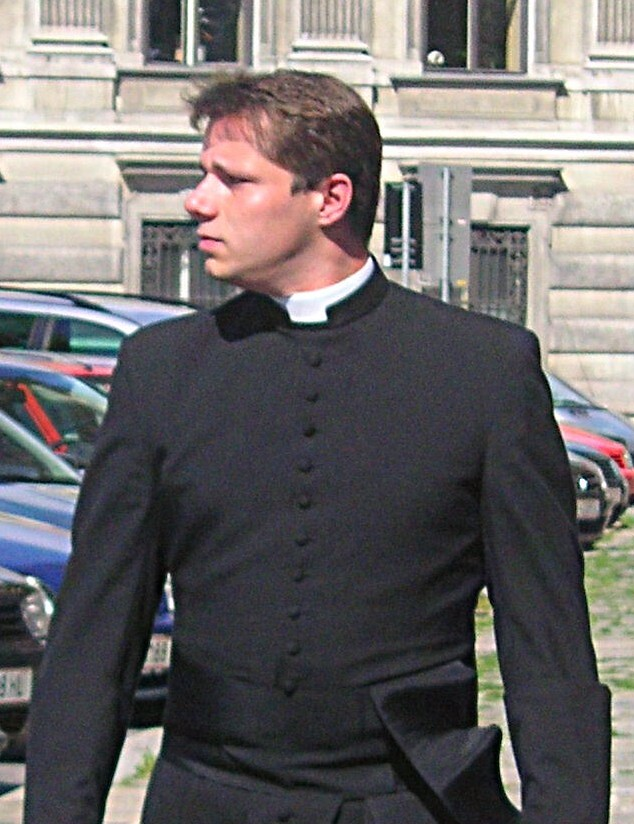
Một giáo sĩ

Áo cassock (tiếng Anh), áo soutane (tiếng Pháp) hay áo giáo sĩ, Việt Nam thường gọi là áo chùng thâm là một loại phẩm phục của các giáo sĩ Kitô giáo (gồm Giáo hội Công giáo Rôma, Chính Thống giáo Đông phương, Anh giáo, Lutheran...) liền mảnh, ôm sát thân, dài từ cổ đến mắt cá chân. Áo Cassock thường có màu đen (nên đôi khi còn được gọi là áo chùng thâm) nhưng vẫn có trường hợp màu trắng. Ngày nay, ở các nước phương Tây thì giáo sĩ ít dùng áo Cassock (ngoại trừ khi đang hành lễ) nhưng ở nhiều nơi khác thì giáo sĩ vẫn mặc hàng ngày (ít ra là tại các xứ truyền giáo) để phân biệt họ với giáo dân.
Đối với Giáo hội Công giáo Rôma, áo Casscok có một dãy nút chính giữa từ cổ áo xuống tận phía dưới gấu áo (có thể là 33 nút, biểu tượng cho 33 năm sống ở trần gian của Chúa Giêsu). Giáo sĩ ở các chức khác nhau thì áo Cassock cũng khác về màu đường viền và nút. Một áo Cassock màu đen hoàn toàn dành cho các chủng sinh, các linh mục. Đường viền và nút màu tím tươi dành cho Đức ông; đường viền và nút màu tím sậm dành cho giám mục còn đường viền và nút màu đỏ dành cho hồng y. Khi mặc áo Cassock có kèm theo đai fascia, màu của đai phải trùng với màu đường viền và nút.
|        |          |         |                             |
| Hồng y | Giám mục | Đức ông | Linh mục, phó tế Chủng sinh |